# Vergine bambina in orazione
Vergine Bambina in orazione è un dipinto del pittore spagnolo Francisco de Zurbarán realizzato tra il 1658 e il 1660 e conservato nel Museo statale dell'Ermitage a San Pietroburgo.
In dipinto fu realizzato a pochi anni prima della morte dell'artista, mentre si trovava a Madrid (che aveva lasciato la sua città di residenza, Siviglia, a causa della peste), sotto la protezione del suo amico Diego  Velázquez.

## Descrizione e stile
La tela raffigura la Vergine Maria nella sua infanzia mentre sta pregando durante la pausa di cucire. Sulle sue ginocchia c'è un panno bianco, tradizionalmente identificato con il sudario di suo figlio, su cui meditava al momento della sua orazione.
Il soggetto nasce dagli scritti medievali, dove si affermava che la vergine passava la sua gioventù chiusa nel Tempio di Gerusalemme cucendo e pregando. 
Il pittore dipinse un'altra opera con un tema simile, la Vergine bambina in estasi collocato al Metropolitan Museum of Art di New York.